# Красний Октябрь (Ковровський район)
Красний Октябрь (рос. Красный Октябрь) — селище у Ковровському районі Владимирської області Російської Федерації.
Входить до складу муніципального утворення Івановське сільське поселення. Населення становить 944 особи (2010).

## Історія
Населений пункт розташований на землях фіно-угорського народу мещери.
Від 10 квітня 1929 року належить до Ковровського району, утвореного спочатку у складі Івановської промислової області, а відтак від 14 серпня 1944 року у складі новоутвореної Владимирської області.
Згідно із законом від 11 травня 2005 року входить до складу муніципального утворення Івановське сільське поселення.

## Населення
| 1905 | 1926 | 1959  | 1970  | 1979  | 1989  | 2002  |
| ---- | ---- | ----- | ----- | ----- | ----- | ----- |
| 678  | ↗860 | ↗1532 | ↗1652 | ↘1585 | ↘1389 | ↘1217 |
| 2010 |      |       |       |       |       |       |
| ↘944 |      |       |       |       |       |       |